# Kukujéc
Kukujéc (románul Cucuieți) falu Romániában, Bákó megyében.

## Fekvése
A Nagy-Tázló jobb oldalán, a Tázló patak völgyében fekvő település.

## Története
Kukujéc keletkezését a 17. század, vagy a 18. század elejére teszik.
Az első írott adat 1892-ből való, ekkor 76 lakosa volt.
1900-1925-közötti időkben üveggyárát is említik, melyben német és cseh munkásokat foglalkoztattak.
1930-ban 1043 lakosa volt, melyből 4 volt magyar és 92 magyar nyelven beszélő, melyből 109 római katolikus volt.
1992-ben 1363 lakosából 110 római katolikus, 1252 görögkeleti ortodox, 1 egyéb vallású volt.
Ma Nagyszalanc (Solonț) község faluja.

## Nevezetességek
- Római katolikus temploma 1926-ban épült, Szent Kereszt felmagasztalására szentelték fel.
- Görögkeleti ortodox templomát 1749-ben építették.